# 24 wishes
24 wishes es el álbum debut de la seiyū japonesa Rie Tanaka en el sello discográfico Victor Entertainment Japan. Fue lanzado al mercado el día 3 de enero del año 2003.

## Detalles
Este es econsiderado el primer álbum original de estudio de Rie, ya que es el primero lanzado en un sello discográfico más o menos importante, como lo es Victor. El álbum tuvo sólo dos sencillos promocionales que fueron lanzados en el 2002, de las temas ending que Rie interpretó para el anime de CLAMP "Chobits", donde ella misma participó como la voz de Chii.
Aparte de los sencillos "Raison d'Etre" -regrabado en una nueva versión con nuevas letras titulada "Sweet Sweet"- y "Ningyo Hime", también fueron incluidos varios de los temas que la seiyū grabó para Chobits, como "I hear you everywhere", "Shiranai Sora", y también "Happy-go-lucky", tema que originalmente fue un tema instrumental creado por K-Taro Takanami y que posteriormente se le facilitó a Rie para que cantara sobre ella.
En la escritura, composición y producción para los temas del álbum tomaron parte músicos como Shin Kono, K-Taro Takanami, Yūho Iwasato, Kaori Kano, Tomofumi Suzuki, Tetsutaro Sakurai, Akino Arai y Zentarō Watanabe. El único tema del álbum que fue escrito por la misma Rie es "Midori no Mori".

## Lista de canciones
1. Overture
2. Happy-go-lucky
3. Ice Tea (アイスティー Aisu Tī?)
4. Ningyo Hime (ニンギョヒメ?)
5. Gin-iro no Ame (銀色の雨?)
6. I hear you everywhere (new mix)
7. Hitomi no Tunnel (瞳のトンネル Hitomi no Tonneru?)
8. Sweet Sweet
9. Midori no Mori (緑の森?)
10. Shiranai Sora (知らない空?)
11. 24 wishes

- Datos: Q4631908